# Nikita Bedrin
Nikita Vyacheslavovich Bedrin (pronunciación en ruso: [Никита Вячеславович Бедрин]; Bélgorod, Rusia; 6 de enero de 2006) es un piloto de automovilismo ruso. En 2025 centrará su carrera en Fórmula Regional Europea, donde compite con licencia italiana.

## Carrera deportiva

### Inicios
Bedrin comenzó su carrera en el karting en su tierra natal Rusia, Bedrin ganó el Campeonato Ruso de Karting dos veces antes de mudarse a Italia para competir en los escenario europeo más competitivo. Su carrera en el karting resultó ser un éxito, ya que ganó el Campeonato de Italia en 2019 y la WSK Super Master Series en su último año de karting, 2020, además de terminar cuarto en el Campeonato de Europa ese mismo año.

### Fórmula Regional
A principios de 2023, Bedrin compitió en la Fórmula Regional de Medio Oriente (FRMEC) con PHM Racing. Tras una primera mitad de temporada discreto, ganó dos carreras al final que lo dejaron séptimo en el campeonato. En el final de ese año, en paralelo a su carrera en Fórmula 3, debutó en Fórmula Regional Europea (FRECA) y logró un podio.
Además de su temporada en la FIA Fórmula 3, en 2024 corrió en FRECA con MP Motorsport, aunque priorizó la F3 en eventos coincidentes. Logró dos sextos puestos como mejores resultados. Al año siguiente, participó en algunos eventos de FRMEC con Saintéloc Racing, logrando varios podios y una victoria.
Tras no conseguir un asiento en la F3 para 2025, Bedrin firmó con Saintéloc para competir en FRECA.

### Campeonato de Fórmula 3 de la FIA
En septiembre de 2022, Bedrin participó en la prueba de Postemporada 2022 del Campeonato de Fórmula 3 de la FIA para Jenzer Motorsport junto con su compañero de PHM, Taylor Barnard, y el piloto de Eurofórmula Open, Alex García.
Debutó en la FIA F3 en 2023 con dicho equipo. Durante esa temporada, logró dos podios : un tercer puesto en la carrera corta de Budapest y otro tercer lugar en la carrera principal de Spa, finalizando en la 18.ª posición del campeonato con 24 puntos.
En 2024, Bedrin se unió a PHM AIX para su segunda temporada en la categoría. Ganó la carrera corta de Budapest, liderando un 1-2 para el ahora equipo AIX Racing, pero no obtuvo otros resultados destacados y acabó 19.º en el clasificador final. Además, disputó la primera ronda de la temporada 2025 con el equipo.

## Resumen de carrera
| Temporada | Categoría                                       | Equipo                | Carreras     | Victorias    | Poles        | VR           | Podios       | Puntos       | Pos.         |
| --------- | ----------------------------------------------- | --------------------- | ------------ | ------------ | ------------ | ------------ | ------------ | ------------ | ------------ |
| 2021      | Campeonato de EAU de Fórmula 4                  | Xcel Motorsport       | 9            | 0            | 0            | 0            | 1            | 71           | 11.º         |
| 2021      | Campeonato de Italia de Fórmula 4               | Van Amersfoort Racing | 21           | 1            | 0            | 0            | 4            | 103          | 8.º          |
| 2021      | ADAC Fórmula 4                                  | Van Amersfoort Racing | 18           | 1            | 0            | 0            | 5            | 147          | 5.º          |
| 2022      | Campeonato de EAU de Fórmula 4                  | PHM Racing            | 19           | 2            | 1            | 1            | 6            | 198          | 4.º          |
| 2022      | Campeonato de Italia de Fórmula 4               | PHM Racing            | 20           | 0            | 0            | 0            | 2            | 77           | 12.º         |
| 2022      | ADAC Fórmula 4                                  | PHM Racing            | 18           | 1            | 0            | 1            | 6            | 175          | 4.º          |
| 2023      | Campeonato de Fórmula Regional de Medio Oriente | PHM Racing            | 16           | 2            | 2            | 0            | 2            | 78           | 8.º          |
| 2023      | Campeonato de Fórmula 3 de la FIA               | Jenzer Motorsport     | 18           | 0            | 0            | 0            | 2            | 24           | 18.º         |
| 2023      | Campeonato de Fórmula Regional Europea          | Monolite Racing       | 2            | 0            | 0            | 0            | 0            | 0            | NC†          |
| 2023      | Campeonato de Fórmula Regional Europea          | Van Amersfoort Racing | 2            | 0            | 0            | 0            | 1            | 0            | NC†          |
| 2023      | Copa Racer                                      | PRM Racing            | 2            | 0            | 0            | 1            | 1            | 36           | 19.º         |
| 2024      | Campeonato de EAU de Fórmula 4                  | PHM AIX Racing        | 9            | 3            | 2            | 0            | 4            | 124          | 5.º          |
| 2024      | Campeonato de Fórmula 3 de la FIA               | PHM AIX Racing        | 4            | 0            | 0            | 0            | 0            | 25           | 19.º         |
| 2024      | Campeonato de Fórmula 3 de la FIA               | AIX Racing            | 16           | 1            | 0            | 1            | 1            | 25           | 19.º         |
| 2024      | Campeonato de Fórmula Regional Europea          | MP Motorsport         | 14           | 0            | 0            | 0            | 0            | 33           | 16.º         |
| 2024      | Eurocup-3                                       | Drivex                | 2            | 0            | 0            | 0            | 1            | 0            | NC†          |
| 2025      | Campeonato de Fórmula Regional de Medio Oriente | Saintéloc Racing      | 6            | 1            | 0            | 2            | 4            | 92           | 11.º         |
| 2025      | Campeonato de Fórmula 3 de la FIA               | AIX Racing            | Disputándose | Disputándose | Disputándose | Disputándose | Disputándose | Disputándose | Disputándose |
| 2025      | Campeonato de Fórmula Regional Europea          | Saintéloc Racing      | Disputándose | Disputándose | Disputándose | Disputándose | Disputándose | Disputándose | Disputándose |
| Fuente:   |                                                 |                       |              |              |              |              |              |              |              |

- † Bedrin era piloto invitado, por lo que no sumó puntos.

## Resultados

### Campeonato de Italia de Fórmula 4
(Clave) (negrita indica pole position) (cursiva indica vuelta rápida puntuable)

| Año  | Equipo                | 1   | 1   | 1   | 2   | 2   | 2   | 3   | 3   | 3   | 4   | 4   | 4   | 5   | 5   | 5   | 6   | 6   | 6   | 7   | 7   | 7   | Pos. | Puntos |
| ---- | --------------------- | --- | --- | --- | --- | --- | --- | --- | --- | --- | --- | --- | --- | --- | --- | --- | --- | --- | --- | --- | --- | --- | ---- | ------ |
| 2021 | Van Amersfoort Racing | LEC | LEC | LEC | MIS | MIS | MIS | VLL | VLL | VLL | IMO | IMO | IMO | SPI | SPI | SPI | MUG | MUG | MUG | MNZ | MNZ | MNZ | 8.º  | 103    |
| 2021 | Van Amersfoort Racing | 13  | 21  | Ret | 5   | 10  | Ret | 16  | Ret | 15  | 2   | 3   | 1   | Ret | Ret | 17  | 5   | 6   | 3   | 16  | 10  | 20  | 8.º  | 103    |

| Año  | Equipo     | 1   | 1   | 1   | 2   | 2   | 2   | 3   | 3   | 3   | 4   | 4   | 4   | 5   | 5   | 5   | 5   | 6   | 6   | 6   | 7   | 7   | 7   | Pos. | Puntos |
| ---- | ---------- | --- | --- | --- | --- | --- | --- | --- | --- | --- | --- | --- | --- | --- | --- | --- | --- | --- | --- | --- | --- | --- | --- | ---- | ------ |
| 2022 | PHM Racing | IMO | IMO | IMO | MIS | MIS | MIS | SPA | SPA | SPA | VLL | VLL | VLL | SPI | SPI | SPI | SPI | MNZ | MNZ | MNZ | MUG | MUG | MUG | 12.º | 77     |
| 2022 | PHM Racing | 3   | 9   | 6   | 9   | 9   | 28† | 6   | 3   | 17  | 11  | 9   | 19  | 7   |     | 5   | 7   | 31† | 11  | C   | 12  | 15  | 10  | 12.º | 77     |

### Campeonato de Fórmula Regional de Medio Oriente
(Clave) (negrita indica pole position) (cursiva indica vuelta rápida puntuable)

| Año  | Equipo     | 1    | 1    | 1    | 2    | 2    | 2    | 3    | 3    | 3    | 4    | 4    | 4    | 5   | 5   | 5   | Pos. | Puntos |
| ---- | ---------- | ---- | ---- | ---- | ---- | ---- | ---- | ---- | ---- | ---- | ---- | ---- | ---- | --- | --- | --- | ---- | ------ |
| 2023 | PHM Racing | DUB1 | DUB1 | DUB1 | KUW1 | KUW1 | KUW1 | KUW2 | KUW2 | KUW2 | DUB2 | DUB2 | DUB2 | YMC | YMC | YMC | 8.º  | 78     |
| 2023 | PHM Racing | Ret  | 14   | 7    | Ret  | 19   | 8    | 7    | Ret  | 15   | 5    | 19   | 1    | Ret | 9   | 1   | 8.º  | 78     |

### Campeonato de Fórmula 3 de la FIA
(Clave) (negrita indica pole position) (cursiva indica vuelta rápida puntuable)

| Año   | Escudería         | 1   | 1   | 2   | 2   | 3   | 3   | 4   | 4   | 5   | 5   | 6   | 6   | 7   | 7   | 8   | 8   | 9   | 9   | 10  | 10  | Pos. | Puntos | Ref.   |
| ----- | ----------------- | --- | --- | --- | --- | --- | --- | --- | --- | --- | --- | --- | --- | --- | --- | --- | --- | --- | --- | --- | --- | ---- | ------ | ------ |
| 2023  | Jenzer Motorsport | SAK | SAK | MEL | MEL | MON | MON | BAR | BAR | SPI | SPI | SIL | SIL | BUD | BUD | SPA | SPA | MNZ | MNZ |     |     | 18.º | 24     | [ 13 ] |
| 2023  | Jenzer Motorsport | 16  | 17  | 15  | 23† | 15  | 12  | 10  | 11  | 25  | 13  | 18  | 17  | 3   | 23  | 11  | 3   | 15  | Ret |     |     | 18.º | 24     | [ 13 ] |
| 2024  |                   | SAK | SAK | MEL | MEL | IMO | IMO | MON | MON | BAR | BAR | SPI | SPI | SIL | SIL | BUD | BUD | SPA | SPA | MNZ | MNZ | 19.º | 25     | [ 15 ] |
| 2024  | PHM AIX Racing    | 13  | 20  | 21  | 8   |     |     |     |     |     |     |     |     |     |     |     |     |     |     |     |     | 19.º | 25     | [ 15 ] |
| 2024  | AIX Racing        |     |     |     |     | 9   | 30  | Ret | 24  | Ret | 30† | 13  | Ret | 13  | 9   | 1   | 7   | 13  | 20  | Ret | 13  | 19.º | 25     | [ 15 ] |
| 2025* | AIX Racing        | MEL | MEL | SAK | SAK | IMO | IMO | MON | MON | BAR | BAR | SPI | SPI | SIL | SIL | SPA | SPA | BUD | BUD | MNZ | MNZ | 20.º | 17     | [ 17 ] |
| 2025* | AIX Racing        | 6   | 4   |     |     |     |     |     |     |     |     |     |     |     |     |     |     |     |     |     |     | 20.º | 17     | [ 17 ] |

- * Temporada en progreso.